# Dunckerocampus boylei
Dunckerocampus boylei és una espècie de peix de la família dels singnàtids i de l'ordre dels singnatiformes.

## Morfologia
- Els mascles poden assolir 16 cm de longitud total.[1][2]

## Reproducció
És ovovivípar i el mascle transporta els ous en una bossa ventral, la qual es troba a sota de la cua.

## Hàbitat
És un peix marí i d'aigües profundes que viu entre 20-95 m de fondària.

## Distribució geogràfica
Es troba al Mar Roig, Maurici i la costa nord de Bali (Indonèsia).